# إمبراطورية الجيارة (فلم)
إمبراطورية الجيارة هو فيلم مصري عرض عام 1988، بطولة فريد شوقي ونجوى فؤاد وحلمي عبد الباقي وحنان شوقي، ومن تأليف وإخراج جمال عمار.

## قصة الفيلم
تدور أحداث الفيلم حول سامح الذي يموت مقتولا أثناء تسليم شحنة مخدرات مما يصدم أبيه رجل الأعمال منير الشبراوى، الذي يقرر أن ينتقم لمقتل ابنه، يسعى المقدم عصام إلى دفعه لاستكمال دور ابنه سامح في عملية التهريب ويطلب منه أن يندمج داخل العصابة لكشف أسرارها وتتوالى الأحداث.

## طاقم التمثيل
- فريد شوقي: (منير الشبراوي)
- نجوى فؤاد: (زيزي)
- حلمي عبد الباقي: (حسن)
- حنان شوقي: (فتحية)
- محمد خيري: (المقدم عصام)
- وفاء دياب
- إبراهيم الشرقاوي: (الرائد مجدي)
- أحمد حلاوة: (إبراهيم)
- عدنان عماشة
- أحمد عبد القادر
- حسني أباظة
- نادر عمار
- حسن إش إش
- عمر الكيلاني
- لويس يوسف
- سحر عبد الحميد
- عبد المنعم المرصفي
- حمدي إسماعيل
- حمدي السركي

## فريق العمل
- إخراج: جمال عمار
- تأليف: جمال عمار
- مدير التصوير: محمد خليل
- مونتاج: محمد إبراهيم
- إنتاج: عامر فيلم (رمضان عامر)
- توزيع: عالية للسينما والفيديو